# Musepack
Musepack (früher: MPEGplus) ist ein freier, auf MP2-Algorithmen basierender Codec zur verlustbehafteten Audiodatenkompression, der auf sehr gute Klangqualität bei hohen Bitraten optimiert wurde.

## Entwicklung
Musepack wurde 1997 von Andree Buschmann ins Leben gerufen und später von Frank Klemm weiterentwickelt. Musepack wurde entwickelt, um eine bessere Transparenz zu erreichen als andere damalige Codecs, die für konstante Bitraten vorgesehen waren. Musepack verwendet ausschließlich variable Bitraten. Als das „Musepack Development Team“, weiterhin unter Leitung von Frank Klemm, 2004 die Entwicklung übernahm, wurde der Quelltext veröffentlicht und unter die GNU Lesser General Public License gestellt.

## Unterschiede zu anderen Formaten

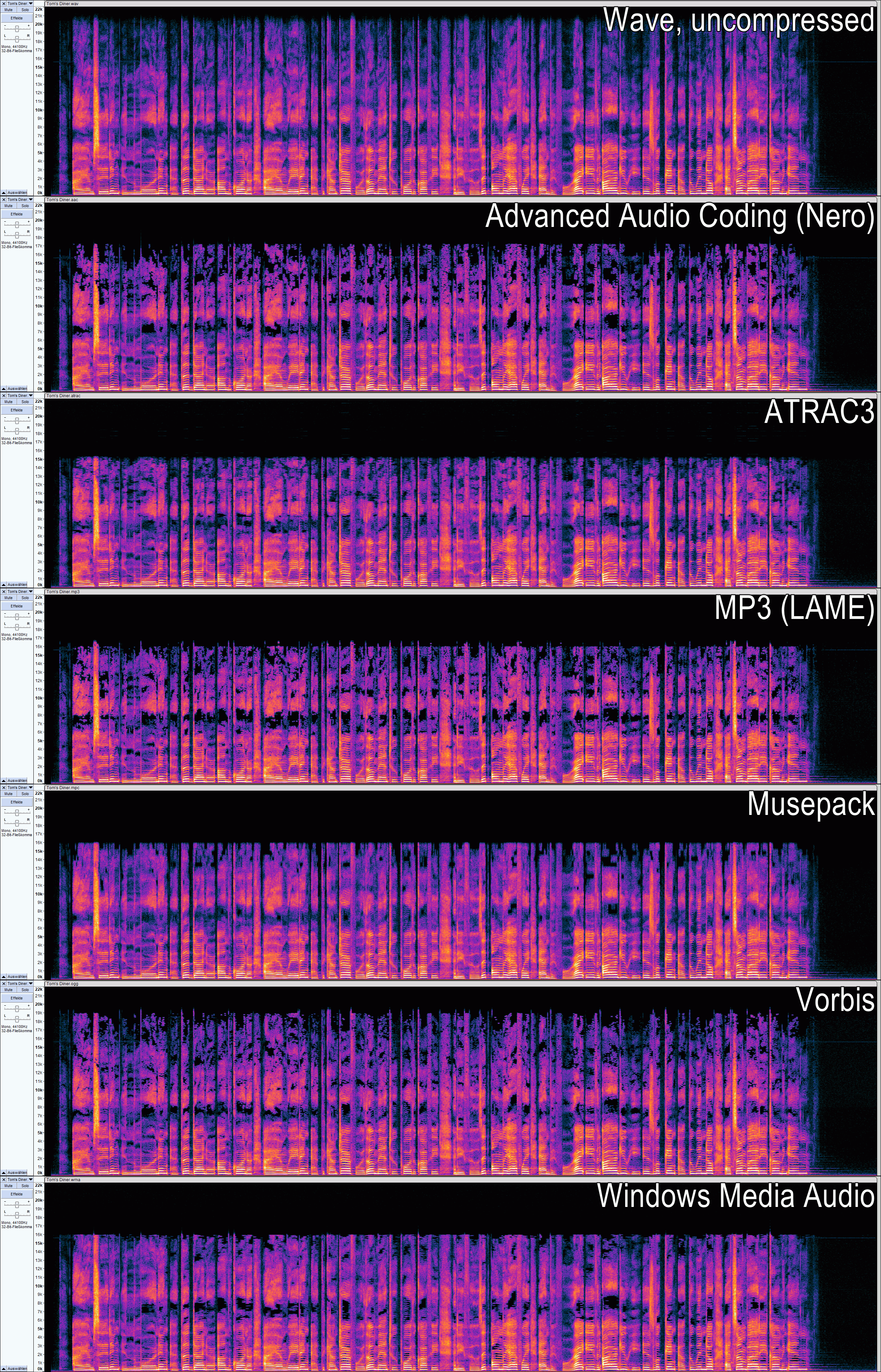
Vergleich mehrerer verlustbehafteter Audiodatenkompressionsverfahren mit einer durchschnittlichen Datenrate von 128 kbit/s und dem Ausgangsmaterial in CD-Qualität mit 1.411 kbit/s. Am Beispiel eines 22 Sekunden langen Ausschnittes des Liedes Tom’s Diner ist deutlich zu erkennen, welche Frequenzen von den verschiedenen Verfahren entfernt wurden.

Zum Zeitpunkt der Entstehung Musepacks verwendeten die verbreiteten Audiocodecs (wie der am weitesten verbreitete MP3-Codec) hauptsächlich konstante Bitraten, was sich insgesamt sehr negativ auf die Klangqualität auswirkte. Im Gegensatz dazu verwendet Musepack ausschließlich variable Bitraten, wobei die Bitrate zwischen 3 und 1300 kbit/s schwanken kann. Des Weiteren wurden verschiedene technische Neuerungen wie beispielsweise Huffman-Kodierung und Noise Substitution eingeführt. Aktuelle Codecs wie AAC unterstützen diese oder vergleichbare Verfahren inzwischen jedoch ebenfalls.

## Dateiformat
Musepackdateien haben die Dateinamenserweiterung mpc, mpp oder mp+. Metadaten werden in Form von APEv2-Tags angefügt.

## Unterstützte Eingabeformate bei der Kodierung
- Kanäle: 1 bis 8 (SV8)
- Bittiefe: 1 bis 32 bit linear PCM
- Abtastungsraten: 32 kHz, 37,8 kHz, 44,1 kHz, 48 kHz
- WAV, rohe PCM-Daten, viele komprimierte Audioformate wie FLAC, LPAC, APE, OptimFROG und Shorten

## Vorteile
- Sehr gute Klangqualität, insbesondere bei Bitraten ab etwa 160–180 kbit/s. Für viele Hörer wird hier bereits Transparenz erreicht.
- Sehr schnelle Kodierung/Dekodierung
- Verhältnismäßig gute Softwareunterstützung. Unterstützende Programme (nativ oder durch Plugins) sind zum Beispiel: Adobe Audition (ehemals Cool Edit), VLC media player, Windows Media Player
- Gapless Playback (lückenloses Abspielen aufeinanderfolgender Audiodateien)
- Frei von patentbehafteten Verfahren (laut Entwickler)
- Freie Software

## Nachteile
- Keine Unterstützung von Abtastraten über 48 kHz (was in der Praxis für ein Musikformat allerdings kein Nachteil ist, siehe Nyquist-Frequenz)
- Gute Qualität erst bei Bitraten von etwa 100 kbit/s und mehr. Andere Formate wie Vorbis und selbst (das technisch veraltete) MP3 liefern bei niedrigeren Bitraten meist bessere Ergebnisse.
- Geringe Verbreitung
- Kaum Hardware-Unterstützung

## Zukunft
Die Bedeutung von Musepack hat in den vergangenen Jahren (Stand: 2007) spürbar abgenommen. Am weitesten verbreitet war Musepack unter sehr anspruchsvollen Musikliebhabern, die durch die Klangqualität von MP3 nicht zufriedengestellt wurden. Durch den Preisverfall bei Massenspeichern (insbesondere Festplatten) wird in diesem Bereich inzwischen jedoch eher auf verlustfreie Kompression gesetzt. Nicht zuletzt wurden auch die MP3-Codecs stetig weiterentwickelt und optimiert, variable Bitraten sind hier inzwischen Standard.
Winamp (V5.57) zum Beispiel unterstützt das Format weiterhin (Stand: Januar 2010).